# Stanisław Prowans
Stanisław Tadeusz Prowans (ur. 23 marca 1918 w Stawiszczach, zm. 1992) – polski profesor nauk technicznych w zakresie metaloznawstwa, nauczyciel akademicki, rektor Politechniki Szczecińskiej (1958–1952, 1981–1982)

## Życiorys
W 1936 ukończył naukę w I Państwowym Gimnazjum i Liceum im. Stefana Batorego w Warszawie. Był instruktorem i drużynowym 23 Warszawskiej Drużyny Harcerzy "Pomarańczarnia". Następnie rozpoczął studia na Wydziale Mechanicznym Politechniki Warszawskiej. W czasie wojny był zmuszony przerwać studnia i pracował w Fabryce Motorów Perkun w Warszawie. Studia ukończył w 1947. Pracę w Katedrze Metaloznawstwa Politechniki Warszawskiej rozpoczął w 1949. W 1951 przeniósł się do Wojskowej Akademii Technicznej w Warszawie, a w 1953 do Szkoły Inżynierskiej w Szczecinie (od 1955 Politechnika Szczecińska).
W latach 1955–1958 pełnił funkcję dziekana Wydziału Mechanicznego. W 1958 uzyskał tytuł naukowy docenta oraz został rektorem (do 1962). W latach 1964–1966 ponownie był dziekanem Wydziału Mechanicznego. W 1968 uzyskał tytuł profesora nadzwyczajnego nauk technicznych. W latach 1970–1973 był dyrektorem Instytutu Budowy Maszyn. W 1977 otrzymał tytuł profesora zwyczajnego, został dyrektorem nowo organizowanego Instytutu Inżynierii Materiałowej oraz ponownie dziekanem Wydziału Mechanicznego. Obie te funkcje pełnił do 1981. W latach 1981–1982 ponownie był rektorem Politechniki Szczecińskiej. W 1988 przeszedł na emeryturę.
Tematyka badawcza profesora Prowansa obejmowała wieloskładnikowe brązy aluminiowe, wysokostopowe staliwa i żeliwa odporne na ścieranie oraz korozję wysokotemperaturową, wytwarzanie powłok z węglików i azotków na podłożu stalowym. Opublikował ok. 60 prac naukowych z zakresu metaloznawstwa i obróbki cieplnej. 
Profesor Stanisław Prowans był członkiem wielu różnych organizacji, m.in. Rady Głównej Nauki i Szkolnictwa Wyższego, Komitetu Nauki o Materiałach PAN, Polskiego Towarzystwa Metaloznawczego oraz Szczecińskiego Towarzystwa Naukowego.

## Wybrane publikacje książkowe[4]
- Pomiary temperatur. PWT Stalinogród 1953, 211 ss.
- Obróbka cieplna metali. PWSZ Warszawa 1962, 372 ss. (wsp. Stefan Okoniewski)
- Urządzenia do obróbki cieplnej. PWSZ Warszawa 1964, 335 ss. (wsp. Stefan Okoniewski)
- Podstawy teoretyczne metaloznawstwa. Wydaw. Śląsk Katowice 1972, 565 ss. (wsp. Jerzy Kaczyński)
- Materiałoznawstwo. PWN Warszawa 1980, 426 ss. ISBN 83-0108-88-49
- Metaloznawstwo. PWN Warszawa 1988, 404 ss. ISBN 83-0108-31-74
- Struktura stopów. PWN Warszawa 1991, 318 ss. ISBN 83-0110-06-56

## Odznaczenia[4]
- Krzyż Komandorski Orderu Odrodzenia Polski
- Krzyż Kawalerski Orderu Odrodzenia Polski
- Złoty Krzyż Zasługi
- Medal Komisji Edukacji Narodowej
- Medal 10-lecia Polski Ludowej
- Medal 40-lecia Polski Ludowej